# Айзман, Давид Яковлевич

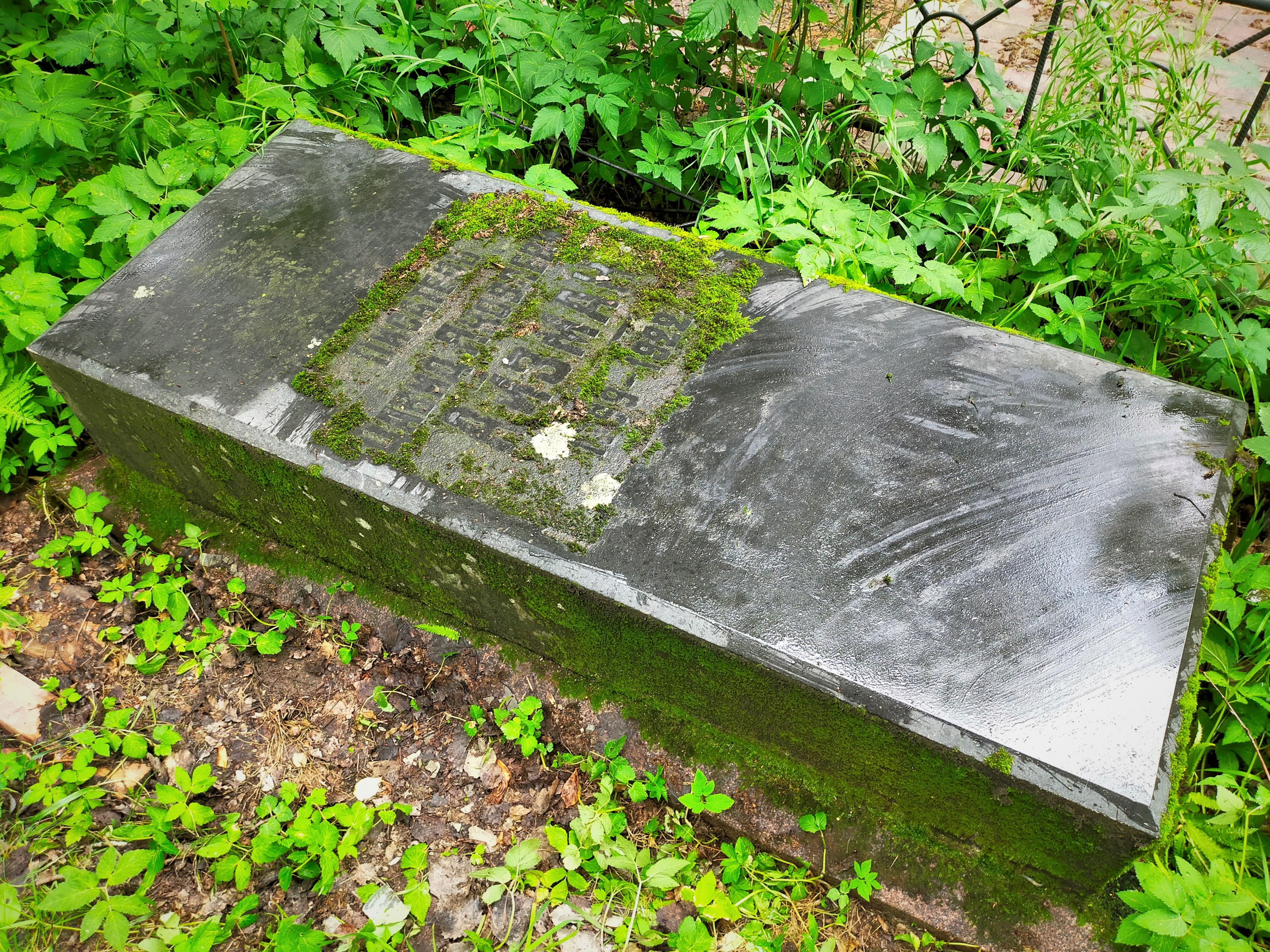
Могила Д. Я. Айзмана на Казанском кладбище

Дави́д Я́ковлевич А́йзман (14 (26) марта 1869, Николаев — 26 сентября 1922, Детское Село) — русский прозаик и драматург.

## Биография
Родился в еврейской семье. Отец его, торговец по роду занятия, был любителем и хорошим знатоком книг, автором нескольких статей в еврейских газетах. В доме часто говорили о Бокле, Бюхнере, цитировали Писарева. Один из братьев — писатель Моисей Айзман, владевший в Николаеве книжной лавкой и читальней и одно время редактировавший местную либеральную газету «Южанин».
Давид Яковлевич окончил Николаевское реальное училище (1886), учился в Одесской рисовальной школе, с 1896 года в Парижской высшей школе изобразительных искусств. По возвращении в Россию, не имея постоянного «права на жительство», скитался, а для пребывания в Петербурге использовал фиктивный патент приказчика. В 1907 году уехал в Италию, два года спустя вернулся в Россию.
Похоронен на Казанском кладбище в Детском Селе.

## Творчество
С конца 1880-х годов печатал очерки и рассказы в газете «Южанин» и «Одесском вестнике». Подлинным дебютом считал очерк «Немножечко в сторону» («Русское богатство», 1901, № 5) о судьбе типичного еврейского идеалиста. Первый сборник «Чёрные дни» вышел в 1904 году (издательство «Русское богатство», СПб.).
В период 1905—1907 годов примыкал к писателям-реалистам, связанным со сборниками «Знание». Часто обращался к общерусской, нееврейской тематике. Однако внимание Айзмана привлекала прежде всего еврейская среда; его повести и рассказы: «Ледоход», «Чёрные дни» (1904), «Кровавый разлив» (1908), «Враги», «Светлый бог» и другие — беллетристическая интерпретация так называемого «еврейского вопроса» (бесправное положение евреев в Российской империи, их взаимоотношения с окружающим населением и т. д.), выдержанная в либерально-народническом духе.
Обычный герой его произведений — ассимилированный еврей-интеллигент в непростых отношениях и с еврейской, и с русской средой. Специфически айзмановским считается характерный образ русского еврея в эмиграции, страдающего от ностальгии и мечтающего о возвращении на родину.
Айзман по ряду признаков был близок к группе писателей (самым ярким её представителем является С. Юшкевич), которая разрабатывала условный «русско-еврейский» стиль, стремясь оттенить строй еврейской речи. Он мастерски воспроизводил русскую речь полуобразованного, ещё не вполне освоившегося в русской языковой среде еврея. Критики называли Айзмана «специалистом по еврейскому вопросу» и «еврейским Чеховым».
Автор трагедии «Терновый куст» (1905), пьесы «Жёны» (1906), пьесы-сказки «Светлый бог» (1914), комедии «Консул Гранат» (1923).

## Сочинения
- Айзман Д. Я. Собрание сочинений. Т. 1—8. — СПб.—М., 1911—1919.
- Айзман Д. Я. Редактор Солнцев. Сборник рассказов. — Л., 1926.
- Собр. сочинений Айзман в 7 тт. (изд. «Просвещение», продолжено изд. «Жизнь и знание», СПб., 1911—1916).
- Айзман Давид — статья из Электронной еврейской энциклопедии
- Сочинения Айзмана на сайте Lib.ru: Классика